# Liste der Nationalschätze Japans (Archäologische Materialien)

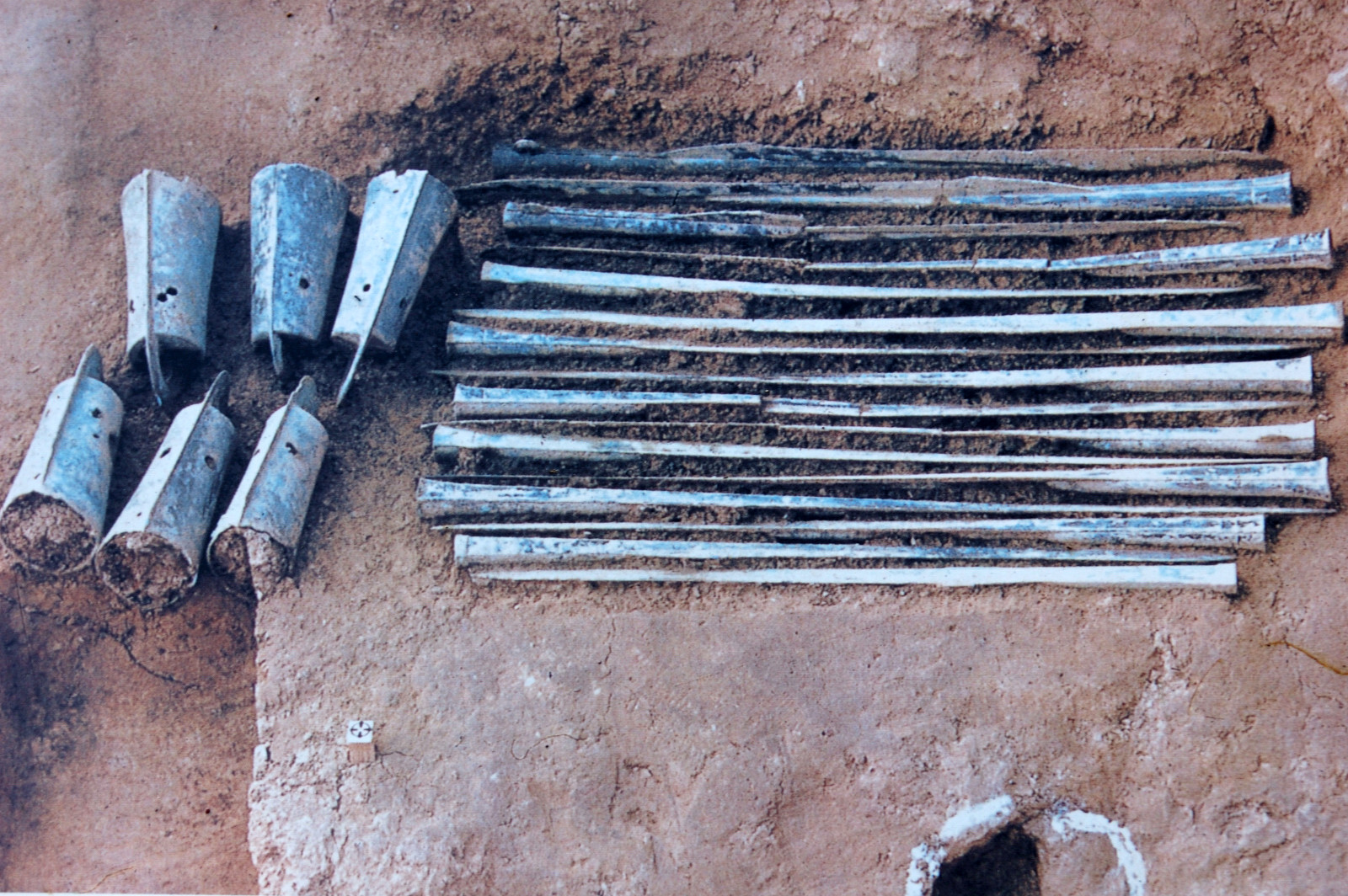
Speere und Glocken (dōtaku) ausgegraben am Fundplatz Kōjindani in Hikawa, Präfektur Shimane

Ausgewiesene „materielle Kulturgüter“ können in Japan seit 1897 auch zu Nationalschätzen erhoben werden. Die Definition und die Kriterien für einen Nationalschatz haben sich im Laufe der Zeit verändert. Alle hier aufgeführten archäologischen Materialien genügen den aktuellen Bestimmungen des Kulturgutschutzgesetzes, das seit dem 9. Juni 1951 angewendet wird. Die Ernennung zum Nationalschatz erfolgt aufgrund des „besonders hohen geschichtlichen oder künstlerischen Wertes“ und durch den Minister für Bildung.
Die Liste umfasst 44 archäologische Fundstücke oder Fundstückgruppen von der Jōmon-Zeit bis zum feudalen Japan und damit eine Zeitspanne von 4500 v. Chr. bis 1361 n. Chr. Die Gesamtzahl der einzelnen Gegenstände ist größer als 44, da zusammengehörige Objekte zu einem Eintrag zusammengefasst wurden. Die meisten Fundstücke wurden in Gräbern, Hügelgräbern (Kofun), Sutra Hügeln oder bei archäologischen Ausgrabungen gefunden. In 24 Städten Japans sind 26 Fundstücke in Museen untergebracht, neun in buddhistischen Tempeln, acht in Shintō-Schreinen und eines an einer Universität. Die größte Anzahl an Nationalschätzen beherbergt mit sechs von 44 das Nationalmuseum Tokio.
Im japanischen Paläolithikum, der Altsteinzeit, begann die Besiedlung Japans. Da der Boden in Japan ein sehr saures Milieu aufweist, sind bis dato nur wenige menschliche Knochenfunde zu verzeichnen. Zudem haben Befundfälschungen die Datierungen im Paläolithikum erschwert. Dennoch nimmt man heute im Allgemeinen an, dass die Besiedlung des japanischen Archipels ca. 32.000 v. Chr. begann, obgleich es auch Argumente für eine Besiedlung ab 50.000 v. Chr. gibt. Die gefundenen Steinwerkzeuge dieses Zeitabschnitts weisen auf eine Gesellschaft von Jägern und Sammlern hin. In der frühen Jōmon-Zeit von 14.000 bis 8000 v. Chr. wandelt sich diese Gesellschaft mit der Verwendung von Tongut zur Aufbewahrung, Bestattung und auch zu zeremoniellen Zwecken. Scherben schmuckloser Tonwaren, die bei archäologischen Grabungen gefunden wurden, gehören zu den weltweit ältesten Keramikfunden. In der Folge entstanden Tonwaren mit Rillen, Furchenverzierung und ca. 8000 v. Chr. erste Schnurkeramiken. Diese Schnurkeramiken, die dem Zeitabschnitt seinen Namen gaben, erreichten in der Flammenstil-Keramik, einer Keramik mit Spiralmustern flammenförmiger Verzierung, ihren Höhepunkt. Ein Ensemble von 57 Tonwaren aus der Zeit 4500 Jahre v. Chr. ist daher auch als ältester Nationalschatz Japans deklariert. Zur Mitte der Jōmon-Zeit hin nehmen Funde von Dogūs, kleiner Erdfiguren, die Menschen und Tiere darstellen deutlich zu. Der überwiegende Teil dieser figürlichen Statuetten weist jedoch betont weibliche Geschlechtsmerkmale auf, was auf einen Fruchtbarkeitskult hindeutet. Drei Dogū aus dem Zeitraum von 3000 bis 1000 v. Chr. sind ebenfalls als Nationalschätze deklariert worden.
Die darauffolgende Yayoi-Zeit war geprägt von technologischen Fortschritten wie den Nassreisanbau oder etwa den Bronze- und Eisenguss, der vom Festland übernommen wurde. Messer und Beile aus Eisen wie auch Schwerter, Speere und Spiegel aus Bronze wurden ursprünglich von Korea und China aus nach Japan eingeführt. In der Yayoi-Zeit begann die Produktion dieser Güter in Japan selbst. Abgesehen von den Tonwaren der Yayoi-Zeit handelt es sich bei den wichtigsten Artefakten dieser Zeit um Waffen und rituelle Gegenstände aus Bronze wie Schwerter, Stabdolche und dōtaku-Glocken. Diese Glocken, die keinen Klöppel besitzen und deren Verwendung noch im Dunkeln liegt, wurden häufig zusammen mit Waffen an Berghängen aufgefunden. Sie sind zwischen 0,2 und 1,2 m groß und mit kurvenförmigen Muster verziert und mittels Sägezahn- und Netzwerkstreifen in Felder unterteilt. Auf einigen wenigen Exemplaren finden sich auch die ersten japanischen Darstellungen von Mensch und Tier. Die gefundenen Waffen hingegen sind flach und dünn und lassen auf einen mehr symbolischen Gebrauch schließen. In der Yayoi-Zeit waren Grabhügel mit rechteckiger, später auch mit runder Einfassung verbreitet. Mit dem Beginn der auf die Yayoi-Zeit folgenden Kofun-Zeit (250 bis 300 v. Chr.) tauchten dann auch schlüssellochförmige Hügelgräber (Kofun) auf, die der Bestattung von Regenten dienten und die diesem Zeitabschnitt ihren Namen gaben. Typische Grabbeigaben waren Spiegel, Perlen, Sue-Keramik, Waffen und später auch Pferdegeschirr. Eines der bekanntesten Beispiele für ein Kofun, dessen Beigaben als Nationalschatz deklariert wurden, ist der Fujinoki Grabhügel aus dem späten 6. Jahrhundert. Spiegel, Schwert und Krummjuweln, die auch die Throninsignien Japans bilden, erscheinen in der mittleren Yayoi-Zeit und sind in großer Zahl als Grabbeigaben in der Kofun-Zeit zu finden. Kennzeichnend für die Kofun-Zeit sind auch Grabfiguren (Haniwa) aus Ton, deren Herkunft und Zweck noch weitgehend unbekannt ist.
Etwa in der Mitte des 6. Jahrhunderts unserer Zeitrechnung erreichte der Buddhismus Japan. Nachdem Mononobe no Moriya, der ein Gegner des Buddhismus' war, im Verlauf der Unruhen von Teibi (丁未の乱) 587 vom Soga-Clan vernichtend geschlagen worden war, konnte der Buddhismus in Japan Einzug halten. Erste buddhistische Tempel wurden gebaut. Die neue Religion führte zu tiefgreifenden Veränderungen in Kunst und Gesellschaft. Bestattungsriten wie die Feuerbestattung und der Brauch den Gräbern Epitaphe beizugeben, wurden aus China und Korea übernommen. Gemäß buddhistischer Vorgehensweise wurden die Überreste einer Feuerbestattung in einem Glasbehälter verwahrt in Tuch eingeschlagen und auf diese Weise in einem weiteren Behältnis verwahrt. Insbesondere von der zweiten Hälfte des 7. bis zum Ende des 8. Jh. (der späten Asuka- und Nara-Zeit) war es weit verbreitete Sitte den umschließenden Gefäßen Epitaphe, streifenförmige Rechtecke aus Silber und Bronze, beigegeben. Vier solcher Epitaphe, die meist vom Leben des Verstorbenen berichten, einige Urnen und Reliquienbehälter wurden zu Nationalschätzen ernannt. Weitere Nationalschätze dieses buddhistischen Zeitabschnitts sind zeremonielle Gegenstände, die im Baugrund von Tempeln, wie dem der Haupthalle des Tōdai-ji und dem des Kōfuku-ji in Nara vergraben wurden. Nach dem buddhistischen Konzept der Drei Zeitalter sollte die Welt 1051 in das verfallende Zeitalter eintreten, in dem Erkenntnis nicht mehr möglich war; folglich verbreitete sich in der späten Heian-Zeit der Glaube an Maitreya, japanisch Miroko Bosatsu, dem Buddha der Zukunft und dem einzigen noch kommenden Buddha. Gläubige vergruben daher Schriftstücke und Bildnisse, um sich auf Buddhas Ankunft vorzubereiten und um seine Gunst zu erwerben. Dieser Brauch, der bis zur Kamakura-Zeit fortgesetzt wurde, erforderte die Abschrift von Sutras nach einer präzisen rituellen Vorgehensweise, ihre Aufbewahrung in einem schützenden Reliquienbehälter und das Vergraben in der Erde geweihter Berge, Schreine oder Tempel. Der älteste bekannte Sutra Hügel ist der von Fujiwara no Michinaga von 1007 am Berg Kimpu. Darin vergraben waren ein Lotos-Sutra und fünf weitere Sutras aus dem Jahr 998. Das Behältnis, das die Sutras beinhaltete, wurde zum Nationalschatz erklärt.

## Kennzahlen
Gegenwärtig befinden sich alle 44 Nationalschätze dieser Kategorie in Japan. Die Ausgrabungsstätten von zwei Nationalschätzen, die in China gefunden wurden und von dreien, die in Japan ausgegraben wurden, sind unbekannt. Daher sind in der tabellarischen Übersicht lediglich 39 Nationalschätze aufgeführt.

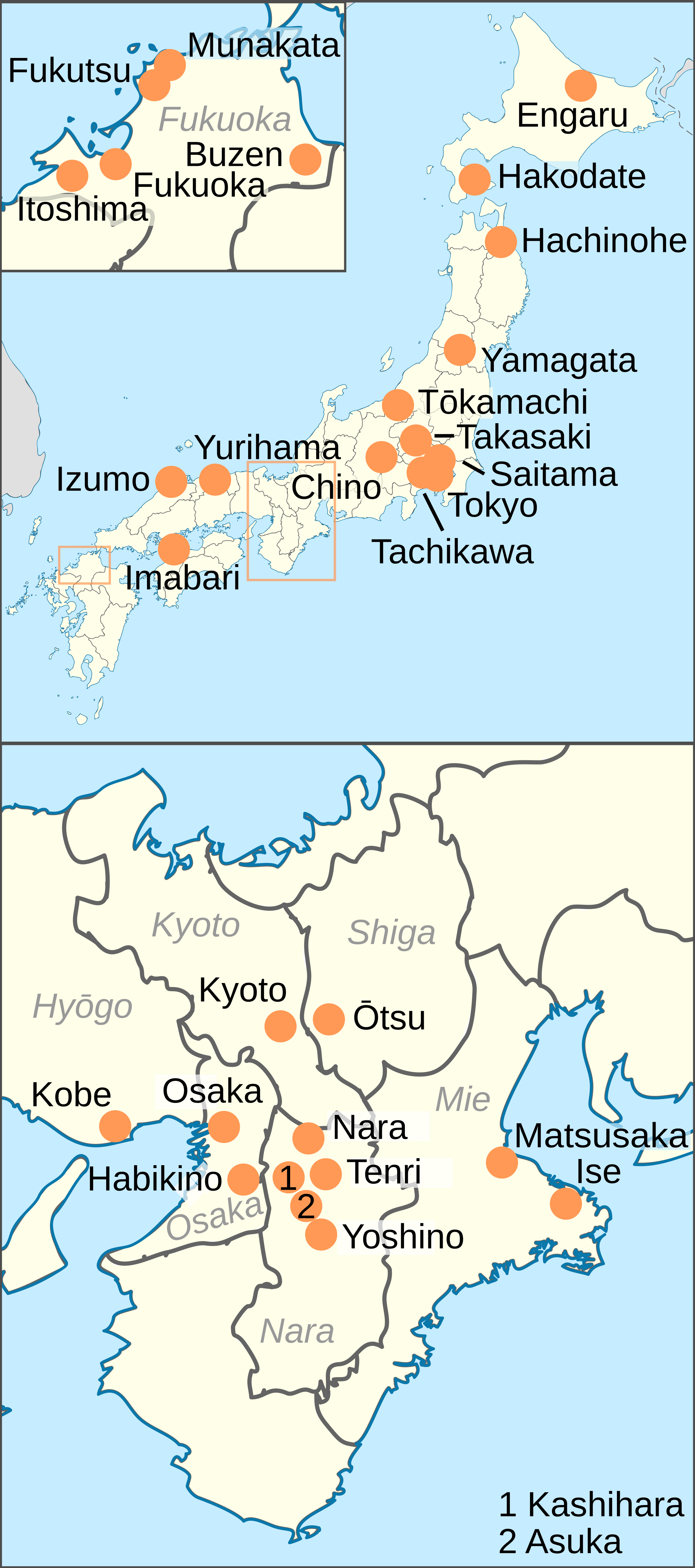
Fundstellen der Nationalschätze in der Kategorie „archäologische Materialien“

| Präfektur          | Stadt     | Nationalschatz   | Nationalschatz    |
| Präfektur          | Stadt     | Aufbewahrungsort | Ausgrabungsstätte |
| ------------------ | --------- | ---------------- | ----------------- |
| Präfektur Aomori   | Hachinohe | 1                | 1                 |
| Präfektur Ehime    | Imabari   | 1                | 1                 |
| Präfektur Fukuoka  | Buzen     | 1                | 1                 |
| Präfektur Fukuoka  | Fukuoka   | 1                | 1                 |
| Präfektur Fukuoka  | Fukutsu   | 2                | 2                 |
| Präfektur Fukuoka  | Itoshima  | 1                | 1                 |
| Präfektur Fukuoka  | Munakata  | 1                | 1                 |
| Präfektur Gunma    | Ōta       |                  | 1                 |
| Präfektur Hokkaidō | Hakodate  | 1                | 1                 |
| Präfektur Hyōgo    | Kobe      | 1                | 1                 |
| Präfektur Kagawa   | unbekannt |                  | 1                 |
| Präfektur Kumamoto | Kikusui   |                  | 1                 |
| Präfektur Kyōto    | Kyoto     | 4                | 3                 |
| Präfektur Mie      | Ise       | 1                | 1                 |
| Präfektur Miyazaki | Saito     |                  | 1                 |
| Präfektur Nagano   | Chino     | 1                | 1                 |
| Präfektur Nara     | Haibara   |                  | 1                 |
| Präfektur Nara     | Ikaruga   |                  | 1                 |
| Präfektur Nara     | Kashiba   |                  | 1                 |
| Präfektur Nara     | Kashihara | 1                |                   |
| Präfektur Nara     | Nara      | 5                | 3                 |
| Präfektur Nara     | Sakurai   |                  | 1                 |
| Präfektur Nara     | Tenkawa   |                  | 2                 |
| Präfektur Nara     | Tenri     | 1                | 1                 |
| Präfektur Nara     | Yoshino   | 1                |                   |
| Präfektur Niigata  | Tōkamachi | 1                | 1                 |
| Präfektur Osaka    | Habikino  | 1                | 1                 |
| Präfektur Osaka    | Kashiwara |                  | 1                 |
| Präfektur Osaka    | Osaka     | 2                |                   |
| Präfektur Osaka    | Takatsuki |                  | 1                 |
| Präfektur Saitama  | Saitama   | 1                | 1                 |
| Präfektur Shiga    | Ōtsu      | 1                | 1                 |
| Präfektur Shimane  | Hikawa    |                  | 1                 |
| Präfektur Shimane  | Izumo     | 2                |                   |
| Präfektur Shimane  | Unnan     |                  | 1                 |
| Präfektur Tokio    | Tachikawa | 1                | 1                 |
| Präfektur Tokio    | Tokio     | 10               |                   |
| Präfektur Tottori  | Yurihama  | 1                | 1                 |

| Epoche                      | Nationalschatz |
| --------------------------- | -------------- |
| Jōmon-Zeit                  | 4              |
| Yayoi-Zeit                  | 6              |
| Zeit der Streitenden Reiche | 1              |
| Han-Dynastie                | 1              |
| Kofun-Zeit                  | 11             |
| Asuka-Zeit                  | 2              |
| Nara-Zeit                   | 11             |
| Heian-Zeit                  | 7              |
| Namboku-chō                 | 1              |

## Legende
- Bezeichnung: Name des Nationalschatzes gemäß Registrierung in der Datenbank für Nationale Kulturgüter[2]
- Anmerkung: Grundinformationen zum Nationalschatz
- Epoche: Datierung, d. h. Zeitabschnitt und Jahr des Artefakts
- Ausgrabungsstätte: in der Reihenfolge: Name des Fundorts, nächstgelegene Stadt und Name der Präfektur
- Aufbewahrungsort: in der Reihenfolge: Name des Tempels, Schreins oder Museums, in dessen Besitz sich der Nationalschatz befindet, Stadt, in der sich der Aufbewahrungsort befindet und Name der Präfektur
- Bild: wenn vorhanden Abbildung des Nationalschatzes, sonst der Ausgrabungsstätte

## Nationalschätze
| Bezeichnung | Anmerkung | Epoche | Ausgrabungsstätte | Aufbewahrungsort | Bild |
| --- | --- | --- | --- | --- | --- |
| Dogū (土偶) – Terrakottafigur | Mit 41,5 cm größte Tonfigur Japans | späte Jōmon-Zeit, 2000–1000 v. Chr. | Chobonaino (著保内野), Minamikayabe (南茅部町) (heute: Hakodate), Kayabe Hokkaidō, Präfektur Hokkaidō                                        | Hakodate, Hokkaidō | |
| Dogū (土偶) mit aneinandergelegten Händen | Höhe: 19,8 cm, Breite: 14,2 cm, Tiefe: 15,2 cm, Reste roter Pigmente lassen vermuten, dass einmal die gesamte Figur mit roter Farbe bemalt war. | späte Jōmon-Zeit, 2000–1000 v. Chr. | Kazahari 1 (風張), Hachinohe, Präfektur Aomori, ausgegraben am 30. Juni 1997                                                                 | Museum Hachinohe, Hachinohe, Präfektur Aomori                                                                             | Terrakottafigur, sitzend mit angezogenen Beinen, die Arme auf den Knien, die Hände aneinander gelegt       |
| Nishinomae Dogū (土偶) | Höhe: 45 cm, Breite: 17 cm, Gewicht: 3,155 kg. | mittlere Jōmon-Zeit, ca. 2.500 v. Chr. ausgegraben 1992 | Nishinomae, Funagata, Präfektur Yamagata. | Präfekturmuseum Yamagata, Yamagata, Präfektur Yamagata                                                                    | |
| Artefakte aus dem Inariyama Kofun, Saitama (武蔵埼玉稲荷山古墳出土品, Musashi Saitama inariyama kofun shutsudohin) | Verschiedene Artefakte aus einem Hügelgrab, darunter das Inariyama-Schwert mit einer Inschrift aus 115 Schriftzeichen, ein Bronzespiegel (神獣鏡, Shinjūkyō), ein Magatama (Krummjuwel aus Jade), zwei silberne Ringe, Werkzeuge, Waffen und Teile von Rüstungen | Kofun-Zeit | Inariyama-Kofun, Gyōda, Präfektur Saitama | Museum der Historischen Stätte Sakitama, Gyōda, Präfektur Saitama                                                         | Verschiedene Artefakte aus einem Hügelgrab in Gyōda                                                        |
| Zeremonien- und Kultgegenstände zur Weihe des Baugrundes für den Tempel Kōfuku-ji (興福寺金堂鎮壇具, Kōfukuji kondō chindangu) | Insgesamt handelt es sich um 1400 Einzelstücke, die 30 unterschiedlichen Kategorien zugeordnet werden können und die vergraben wurden, um den Baugrund der Goldenen Halle des Tempels Kōfuku-ji zu reinigen und vor Unglück zu bewahren. Die Fundstücke bestehen aus den Materialien der „Sieben Schätze“ (七宝, Shippō): Gold, Silber, Perlmutt, Kristall, Bernstein, Glas and Achat. Zu den Fundstücken gehören: Schalen, Tassen, Löffel, ein Stößel, Bronze-Spiegel, Schwerter, Messer, Perlenschnüre, Kämme etc. | Tang-Dynastie oder Nara-Zeit, ca. 710 | Fundort: unter dem Altarunterbau in der Goldenen Halle, Kōfuku-ji, Nara, ausgegraben 1874                                                    | Nationalmuseum Tokio, Tokio                                                                                               | |
| Hosokawa-Spiegel (金銀錯狩猟文鏡, Kinginsaku shuryō monkyō) | Bronze-Spiegel mit Einlegearbeiten aus Gold und Silber, Jagdszenen zeigend, Durchmesser: 17,5 cm | Zeit der Streitenden Reiche, 3. bis 4. Jh. v. Chr. | Grab nahe Luoyang, Henan, China | Eisei Bunko Museum, Tokio                                                                                                 | |
| Bronze-Schale (金彩鳥獣雲文銅盤, Kinsai chōjūunmon dōban) | Bronze-Schale (Lavabo ähnlich) mit Tiger- und Drachenmuster, Durchmesser: 36,5 cm | Frühe bis Späte Han-Dynastie, etwa um die Zeitenwende 0 | China | Eisei Bunko Museum, Tokio                                                                                                 | |
| Gold-bronzene Urne für Ina no Ōmura (金銅威奈大村骨蔵器, Kondō Ina no Ōmura kotsuzōki) | Gold-bronzene Urne für die Asche von Ina no Ōmura, einem Nachfahren des Senka-tennō. Der Deckel der Urne trägt eine 319 Zeichen umfassende Aufschrift mit dem Datum 21. November 707 und beschreibt den Werdegang, Tod und die Bestattung Ōmuras. Höhe: 24,2 cm, Durchmesser: 23,6 cm | Asuka-Zeit, 707 | Kashiba, Präfektur Nara | Shitennō-ji, Osaka | |
| Durchbrochene Sattelbeschläge ausgeführt in Gold und Bronze (金銅透彫鞍金具, Kondō sukashibori kura kanagu) | Zwei goldene und bronzene Sattelbeschläge, Abmaße: 43 cm (Vordererzwiesel), 52,5 cm (Hinterzwiesel) | Kofun-Zeit, 5. Jahrhundert | Ōjin Mausoleum (Hügelgrab des Ōjin-tennō) in Habikino, Minamikawachi, Präfektur Osaka                                                        | Konda-Hachimangu, Habikino, Präfektur Osaka                                                                               | |
| Dōtaku mit Netzwerkstreifen (袈裟襷文銅鐸, Kesadasukimon dōtaku) | Bronze-Glocke mit Bändern im Sägezahn-, Spiral- und Fischgrätenmuster, die netzwerkartigen Bänder bilden sechs Felder, die an eine Kesa erinnern (Bekleidung Buddhistischer Mönche). Felder dekoriert mit menschlichen und tierischen Motiven. Höhe: 43,0 cm | Yayoi-Zeit, 2. bis 1. Jh. v. Chr. | vermutlich Provinz Sanuki (Präfektur Kagawa), ausgegraben in der Edo-Zeit                                                                    | Nationalmuseum Tokio, Tokio                                                                                               | Glocke (dotaku) mit Bändern.                                                                               |
| Haniwa-Standbild mit Rüstung (埴輪武装男子立像, Haniwa busō danshi ritsuzō) | Haniwa aus Terrakotta, Grabfigur eines gerüsteten Mannes mit Schwert, Bogen und einem Köcher, Höhe: 131,5 cm | späte Kofun-Zeit, 6. Jh. | früher Kuai (九合村, Kuaimura), heute: Ōta, Nitta-gun, Präfektur Gunma                                                                       | Nationalmuseum Tokio, Tokio                                                                                               | Grabfigur eines gerüsteten Mannes.                                                                         |
| Spiegel des Suda-Hachiman-Schreins (人物画象鏡, Jinbutsuga zōkyō) | Bronze-Spiegel mit menschlichen Figuren und einer 48 Schriftzeichen umfassenden Inschrift auf der Rückseite, Durchmesser: 19,8 cm | Kofun-Zeit, 443 oder 503 | Japan, genauer Fundort und Funddatum unbekannt                                                                                               | Nationalmuseum Tokio, Tokio, im Besitz des Suda-Hachiman Schreins, Hashimoto Präfektur Wakayama                           | rundes Objekt mit chinesischer Inschrift am Rand und figürlichem Zierrat in der Mitte des Spiegels.        |
| Steinsäule (石幢, sekidō) | Hexagonale Steinsäule aus Glimmerschiefer mit Relief der „Vier Himmelkönige“ (Shitennō) und Wächtern (Nio), die Säule besteht aus sechs Steinplatten mit einer Dicke von 10 cm und konischem Kopfstück, Höhe: 166 cm, Breite: 42 cm | Nanboku-chō, Juli 1361 | bis zur Meiji-Zeit befand sich die Säule auf einem Friedhof hinter dem Fusai-ji; sie wurde 1889 an ihren gegenwärtigen Standpunkt verbracht. | Fusai-ji (普済寺), Tachikawa, Tokio                                                                                       | |
| Gefäße, ausgegraben am Miyajidake Schrein, Provinz Chikuzen (筑前国宮地獄神社境内出土骨 蔵器, Chikuzen no kuni miyajidake jinjakeidai shutsudo kotsuzōki)                                                                                                | Tongefäß, Kupfergefäß (19,5 cm) und Glasgefäß (11,2 cm), als Urnen verwendet | Nara-Zeit | in der Nähe des Miyajidake Kofun (宮地嶽古墳), Fukutsu, Präfektur Fukuoka, ausgegraben 1938                                                  | Miyajidake Schrein, Fukutsu, Präfektur Fukuoka                                                                            | |
| Kupfernes Epitaph von Funashi Ōgo (銅製船氏王後墓誌, Dōsei funashi ōgo no boshi) | Kuper-Epitaph von Funashi Ōgo (船氏王後), der im Jahr 641 verstarb und 668 zusammen mit seiner Frau umgebettet wurde. Das Epitaph trägt beidseitig eine insgesamt 162 Schriftzeichen umfassende Inschrift, die auf der einen Seite von Ōgos Geburtsort und Werdegang und auf der anderen Seite von seinem Tod und den Details der Bestattung berichtet. Es handelt sich um das älteste noch erhaltene Epitaph Japans. Abmaße: 29,7 × 6,8 cm. | Asuka-Zeit, 668 | Shōkōzan (松岡山), Kashiwara, Präfektur Osaka                                                                                                | Mitsui Memorial Museum, Tokio                                                                                             | |
| Bronze-Zaumzeug vom Saitobaru Kofun in der Provinz Hyūga (日向国西都原古墳出土金銅馬具類, Hyūga no kuni saitobaru kofun shutsudo kondōbagurui) | Pferdeschmuck verziert mit Durchbrechungen, bronzenes Pferdegeschirr | Kofun-Zeit, 6. Jh. | ausgegraben aus dem Saitobaru Hügelgrab, Saito, Präfektur Miyazaki                                                                           | Gotō-Museum, Tokio | Schmaler Holm.                                                                                             |
| Artefakte aus dem Eta Funayama Kofun in der Provinz Higo (肥後江田船山古墳出土品, Higo eta funayama kofun shutsudohin) | Schwerter (eines, das Eta Funayama Schwert, mit einer Inschrift aus Silber), Rüstungen, Waffen, ein bronzener Kopfschmuck und ein Paar bronzener Schuhe, goldene Ohrringe, Edelsteine, sechs Bronzespiegel, Pferdeschmuck und Utensilien aus Ton, gefunden in einer steinernen Grabkammer | Kofun-Zeit, spätes 5. bis frühes 6. Jh. | Eta Funayama Kofun (江田船山古墳), Kikusui, Tamana, Präfektur Kumamoto, ausgegraben 1873.                                                    | Nationalmuseum Tokio, Tokio                                                                                               | Detail eines Metallgegenstandes, in den das Abbild eines von Pferden gezogenen Streitwagens getrieben ist. |
| Artefakte aus dem Grab von Fumi no Nemaro (文祢麻呂墓出土品, Fumi no Nemarobo shutsudohin) | Epitaph aus Bronze (26,2 cm lang) und eine Box (4,8 cm hoch), Aufbewahrungsbehältnis aus Bronze (26,7 cm hoch), Urne aus grünem Glas (17,8 cm hoch) | Nara-Zeit, 707 | Yataki (八滝), Haibara, Präfektur Nara | Nationalmuseum Tokio, Tokio                                                                                               | |
| Flammenstil-Keramik von der Ausgrabungsstätte Sasayama in der Präfektur Niigata (新潟県笹山遺跡出土深鉢形土器, Niigata-ken sasayama iseki shutsudo fukabachigata doki)                                                                                   | 57 Flammenstil-Gefäße, vermutlich die weltweit ältesten Tonwaren | Jōmon-Zeit, ca. 4.500 v. Chr. | Sasayama (笹山), Tōkamachi, Präfektur Niigata                                                                                                | Museum Tōkamachi, Tōkamachi, Präfektur Niigata                                                                            | Behältnis mit flammenförmiger Verzierung am Rand.                                                          |
| Jōmon-Venus-Erdfigur (dogū) | Statuette einer Frau mit ausladenden Hüften, Elefantenfüssen, einer schmalen Taille einen Kopfschmuck tragend; Höhe: 27 cm, Gewicht: 2,14 kg | mittlere Jōmon-Zeit, 3.000–2.000 v. Chr. | Fundstätte Tanabatake (棚畑), Yonezawa, Chino, Präfektur Nagano                                                                              | Jōmon Museum für Archäologie Togariishi (尖石縄文考古館, Togariishi Jōmon Kōkukan), Chino, Präfektur Nagano               | Jōmon-Venus                                                                                                |
| Artefakte vom Sutra-Hügel in Kyōgamine am Berg Asama, Provinz Ise (伊勢国朝熊山経ケ峯経塚出 土品, Ise no kuni Asama-yama kyōgamine kyōzuka shutsudohin)                                                                                                  | Zwei Spiegel mit eingeritzter Amitabha Triade, Überreste eines Bronzespiegels, ein Dekanter aus Bronze, ein irdener Behälter, zwei Behälter für Sutras aus Bronze, ein Lotos-Sutra | Heian-Zeit, 1159–1173 | Kyōgamine (経ケ峯), Asama, Ise, Präfektur Mie                                                                                                | Kongōshō-ji, Ise, Präfektur Mie                                                                                           | |
| Ensemble von Reliquien aus der Pagode des Tempels Sōfuku-ji (崇福寺塔心礎納置品, Sūfukujitō shinsonōchihin) | Das Reliquien Ensemble umfasst eine Vase (Höhe: 3 cm, Öffnung: 1,7 cm) mit einem goldenen Deckel, darin enthalten eine bronzene Box (10,6 × 7,9 cm), darin wiederum eine silberne Box (7,9 × 5,8 cm), darin wiederum eine goldene Box (6 × 4,2 cm) mit Knochenfragmenten. Weiterhin wurden ausgegraben: 11 Silbermünzen (無文銀銭, Mumon Ginsen) (Durchmesser ca. 3 cm), drei grüne Glasperlen (Durchmesser 0,6 bis 0,7 cm), zwei Perlen aus Amethyst (Durchmesser 0,5 cm und 0,7 cm), 11 durchsichtige grüne Glasperlen (Durchmesser 0,2 cm), goldene Blätter und Körner, Metallbeschläge, Bruchstück einer Glocke, Holzsplitter | Nara-Zeit | pagoda of Sōfuku-ji, Ōtsu, Präfektur Shiga                                                                                                   | Ōmi-Schrein, Ōtsu, Präfektur Shiga                                                                                        | |
| Fundstücke aus einem Sutra-Hügel am Tempel Kurama (鞍馬寺経塚遺物, Kurama-dera kyōzuka ibutsu) | Mehr als 200 Fundstücke aus einem Sutra Hügel, darunter u. a.: eine zweistöckige Zier-Pagode (宝塔, hōtō) aus Stein, Sutra Behälter aus Bronze, Überreste einer Votivtafel (懸仏, kakebotoke) mit dem Abbild Buddhas, drei Spiegel, Überreste eines Bronzespiegels, ein Stößel, eine Wasserkrug aus Bronze, ein Porzellankästchen, zwei Tuschesteine und Kupfermünzen | Heian-Zeit bis Kamakura-Zeit, 1120–1260 | Sutra Hügel hinter der Haupthalle (Kondō) des Kurama Tempels (鞍馬寺), Kyōto; Ausgegraben 1878.                                              | Kurama-dera (鞍馬寺), Kyōto                                                                                               | |
| Bronze-Epitaph für Ono no Emishi (金銅小野毛人墓誌, Kondō Ono no Emishi boshi) | Bronze-Epitaph für Ono no Emishi (58,9 cm × 5,8 cm × 0,4 cm) mit einer Inschrift auf beiden Seiten: Ono no Emishi war der Sohn von Ono no Imoko und Regierungsbeamter unter Tennō Temmu. Er starb 677. Diese Erinnerungstafel wurde kurz nach seinem Tod angefertigt. | Nara-Zeit, erste Hälfte 8. Jh. | Grab in Kamitakano (上高野), Sakyō-ku, Kyōto. Entdeckt 1613, verblieb im Grab, bis sie 1914 zur Aufbewahrung wieder entnommen wurde.         | Sudō-Schrein (崇道神社, Sudō-jinja), Kyōto                                                                                | |
| Ein Sutra-Behälter aus Bronze von Fujiwara no Michinaga (金銅藤原道長経筒, Kondō Fujiwara Michinaga kyōzutsu) | Zylindrischer Sutra-Behälter aus Bronze von Fujiwara no Michinaga, den er im Verlauf einer Pilgerreise am Berg Kimpu in Tenkawa, Präfektur Nara in einem Sutra Hügel vergrub; Höhe: 36 cm, Durchmesser: 16,1 cm, Dicke: 0,3 cm | Heian-Zeit, 11. August 1007 | Berg Kimpu (金峯山, Kimpu-sen), Tenkawa, Präfektur Nara; ausgegraben 1671.                                                                   | Nationalmuseum Kyōto, Kyōto; im Besitz des Kimpu Schreins, Yoshino, Präfektur Nara                                        | |
| Artefakte vom Nishinoyama Yamashina Kofun (山科西野山古墳出土品, Yamashina nishinoyama kofun shutsudohin) | Grabbeigaben einer hochgestellten Person, darunter ein Schwert, ein Messer, Pfeilspitzen, Nägel | Kofun-Zeit | Nishinoyama (西野山), Yamashina-ku, Kyōto | Universität Kyōto, Kyōto                                                                                                  | |
| Artefakte vom Sutra-Hügel Kimpusen (大和国金峯山経塚出土品, Yamato no kuni kinpusen kyōzuka shutsudohin) | Ein mit Gold und Silber verzierter Sutra Behälter aus Bronze dekoriert mit Vögeln Hosoge Blumen, zwei Sutra Behälter aus Bronze vergraben von Fujiwara no Michinaga während einer Pilgerreise am Berg Kimpu | Heian-Zeit, 1007 | Berg Kimpu (金峯山, Kimpu-sen), Tenkawa, Präfektur Nara                                                                                      | Kinpusen-ji, Yoshino, Präfektur Nara                                                                                      | |
| Bronze-Epitaph von Ishikawa no Toshitari (金銅石川年足墓誌, Kondō Ishikawa no Toshitari boshi) | Bronze Epitaph von Toshitari Ishikawa (29,6 cm × 10,3 cm × 0,3 cm) mit einer Inschrift aus 130 Schriftzeichen in sechs Zeilen, Goldüberzug | Nara-Zeit, 28. Dezember 762 | Tsukimi (月見町, Tsukimi-chō), Takatsuki, Präfektur Osaka                                                                                    | Museum für Geschichte in Osaka, Osaka, in Privatbesitz                                                                    | |
| Artefakte vom Fundplatz Sakuraga: Glocken mit gekreuzten Bändern (袈裟襷文銅鐸, Kesadasukimon dōtaku), Glocke (銅鐸, dōtaku), Glocken verziert mit einer Darstellung fließenden Wassers (流水文銅鐸, Ryūsuimon dōtaku), Bronzenes Faustbeil (銅戈, dōka) | Zehn dōtaku mit gekreuzten Bändern, drei Glocken verziert mit einer Darstellung fließenden Wassers und sieben Faustbeile aus Bronze | Yayoi-Zeit | Sakuragaoka-chō, Nada-ku, Kōbe, Präfektur Hyōgo; ausgegraben Dezember 1964                                                                   | Museum Kōbe, Kōbe, Präfektur Hyōgo                                                                                        | |
| Rituelle Gegenstände für die Weihe der Haupthalle des Kōfuku-ji (興福寺金堂鎮壇具, Kōfukuji kondō chindangu) | Zwei kleine Schalen aus Silber, sieben kleine Becher aus Silber, fünf Glasperlen eines Rosenkranzes, sechs andere Glasperlen | Nara-Zeit, 710 | im Fundament des Altars der Haupthalle des Kōfuku-ji, Nara. ausgegraben 1884                                                                 | Kōfuku-ji, Nara, Präfektur Nara                                                                                           | |
| Das „Siebenarmige Schwert“ (七支刀, Nanatsusaya-no-tachi) | Ein 74,9 cm langes Eisenschwert mit sechs astförmigen Gabelungen, je drei auf beiden Seiten der Klinge und mit Inschrift; vermutlich in Korea gefertigt | Kofun-Zeit, 369 | seit dem Altertum im Isonokami-jingū, Tenri, Präfektur Nara                                                                                  | Isonokami-Schrein, Tenri, Präfektur Nara                                                                                  | Eisenschwert mit sechs astförmigen Gabelungen.                                                             |
| Napfförmiges Abschlussstück einer dreistöckigen Pagode des Tempels Ōbara(大和国粟原寺三重塔伏鉢, Yamato no kuni ōbaradera sanjū no tō fukubachi) | Kupfernes Abschlussstück einer Pagode mit Inschrift, Durchmesser: 49 cm (oben), 76,4 cm (am Fuß), Höhe: 35,2 cm | Nara-Zeit, 715 | ursprünglich im Tempel Ōbara-dera (粟原寺), Sakurai, Präfektur Nara                                                                          | Nationalmuseum Nara, Nara, im Besitz des Tanzan-Schreins, Sakurai, Präfektur Nara                                         | |
| Rituelle Gegenstände für die Weihe der Haupthalle des Tōdai-ji (東大寺金堂鎭壇具, Tōdaiji kondō chindangu) | Kleine silberne Schale mit Jagdmotiv, Schwerter, Rüstungen, ein Spiegel, Teile einer Lackbox, eine Glaskästchen, Perlen aus Bernstein, Glasperlen | Nara-Zeit, ca. 750 | Haupthalle des Tōdai-ji, Nara, Präfektur Nara                                                                                                | Tōdai-ji, Nara, Präfektur Nara                                                                                            | |
| Artefakte von der Ausgrabungsstätte am Fujinoki-Kofun in Nara (奈良県藤ノ木古墳出土品, Nara-ken fujinoki kofun shutsudohin) | Verschiedene Fundstücke aus einem weitgehend chinesisch aussehenden Grab aus dem 6. Jh. darunter ein Sattel aus Bronze mit Elefanten und Phönixmotiven, vier Bronzespiegel, Tonwaren und Sue-Keramik, Gegenstände aus Glas und Metall | Kofun-Zeit, letzte Hälfte des 6. Jh. | Fujinoki-Kofun, Ikaruga, Präfektur Nara; ausgegraben 1985                                                                                    | Archäologisches Forschungsinstitut der Präfektur Nara in Kashihara, Kashihara, Präfektur Nara                             | |
| Stein mit dem Fußabdruck Buddhas (仏足石, Bussoku seki) | Fußabdruck Buddhas auf einem Stein mit eingravierten Kreisen; ältester Fußabdruck Buddhas in Japan | Nara-Zeit, 27. Juli 753 | Japan, genauer Fundort unbekannt | Yakushi-ji, Nara, Präfektur Nara                                                                                          | |
| Eine Tafel mit Versen (仏足跡歌碑, Bussoku seki kahi) oder Yakushi-ji Gedichte | Tafel mit 21 Versen im Tanka-Stil den Stein mit dem Fußabdruck Buddhas preisend, geschrieben in Man'yōgana | Nara-Zeit, ca. 750 | Japan, genauer Fundort unbekannt | Yakushi-ji, Nara, Präfektur Nara                                                                                          | Aneinandergereihte Inschrift mit chinesischen Schriftzeichen.                                              |
| Artefakte vom Sutra-Hügel Shitori (伯耆一宮経塚出土品, Hōki no ichinomiya kyōzuka shutsudohin) | Verschiedene Gegenstände aus einem Sutra Hügel, darunter eine Statue des Bodhisattva Kannon, eine Statuette der tausenarmigen Göttin der Barmherzigkeit (千手観音), eine Kuperplakette mit einem eingravierten Maitreya Bodhisattva, zwei Bronzespiegel, ein Sutra Behälter aus Bronze, Teile eines Fächers (檜扇, hiōgi), Überreste eines Kurzschwertes und eines Messers, Glasperlen, tzwei Kupfermünzen und Überreste von Lackwaren. | Heian-Zeit, 1103 | Shitori-Schrein, Yurihama, Präfektur Tottori                                                                                                 | Shitori-Schrein, Yurihama, Präfektur Tottori                                                                              | |
| Bronzene Glocken von der Fundstätte Kamo-Iwakura (島根県加茂岩倉遺跡出土銅鐸, Shimane-ken Kamo Iwakura iseki shutsudo dōtaku) | 39 Glocken (dōtaku); größte Anzahl ausgegrabener dōtaku an einem Ausgrabungsort in Japan | mittlere Yayoi-Zeit | Fundstätte Kamo Iwakura (加茂岩倉遺跡, Kamo Iwakura iseki), Unnan, Präfektur Shimane, gefunden 1996.                                         | Shimane Museum of Ancient Izumo, Izumo, Präfektur Shimane                                                                 | Verstreute Bronze-Glocken.                                                                                 |
| Geräte aus Bronze von der Fundstätte Kojindani (島根県荒神谷遺跡出土品, Shimane-ken kōjindani iseki shutsudohin) | 358 bronzene Schwerter mit Längen von 50 bis 53 cm (das sind mehr Schwerter als Schwerter in allen anderen Ausgrabungsstätten Japans zusammen gefunden wurden), 16 bronzene Speere (銅矛, hoko), sechs Glocken (dōtaku). | Yayoi-Zeit | Kōjindani (荒神谷遺跡, Kōjindani iseki), Hikawa, Präfektur Shimane, ausgegraben 1984 bis 1985.                                               | Shimane Museum of Ancient Izumo, Shimane Izumo, Präfektur Shimane                                                         | |
| Artefakte vom Sutra-Hügel Narabara (伊予国奈良原山経塚出土品, Iyo no kuni narabarasan kyōzuka shutsudohin) | Artefakte vom Sutra-Hügel Narabara, darunter ein Sutra Behälter in Form einer Pagode (Höhe: 71,5 cm, Durchmesser: 17,3 cm), ein Sutra Behälter aus Bronze, fünf Bronzespiegel, zwei Fächer (檜扇, hiōgi), zwei Porzellankästchen, eine Haarnadel aus Bronze, ein kleines Messer, fünf Glocken aus Bronze, eine aus Eisen, ein Tempel Gong, Kupfermünzen, Überreste eines Topfes und eine tönerne Suppenschüssel | Heian-Zeit, 12. Jh. | Berg Narabara (奈良原山, 楢原山, Tamagawa kindai bijutsukan), Imabari, Präfektur Ehime                                                       | Tamagawa Museum für Moderne Kunst, Imabari, Präfektur Ehime, im Besitz des Narabara Schreins (奈良原神社, Narabara jinja) | |
| Artefakte aus dem Miyajidake Kofun (宮地嶽古墳出土品, Miyajidake kofun shutsudohin) | Eine Gruppe von Artefakten aus einem Hügelgrab aus dem 6. Jh., darunter Pferdeschmuck, eine Krone, Überreste zweier langer Schwerter, Bronzespiegel, ein goldener Ring, bronzene Ketten und Gefäße | Kofun-Zeit, 6. Jh. | Miyajidake Kofun (宮地嶽古墳) Fukutsu, Präfektur Fukuoka                                                                                     | Miyajidake Schrein, Fukutsu, Präfektur Fukuoka                                                                            | |
| Goldsiegel (金印, kinin) des Königs von Na | Goldsiegel des Königs von Na, kuni (Staat) der Wa-Konföderation; das Siegel wurde dem „König des Landes von Na von Wa von Han“ gegeben (漢委奴國王, Kan no Wa no Na no koku-ō); quadratisch mit einer Kantenlänge von 2,3 cm und einem Gewicht von 109 g; nach dem Buch der Späteren Han gewährt von Kaiser Guangwu von Han 57 v. Chr. | Yayoi-Zeit, 1. Jh. | am 12. April 1784 von einem Bauern auf Shika-no-shima (志賀島), Fukuoka, Präfektur Fukuoka gefunden.                                         | Museum Fukuoka (福岡市博物館, Fukuoka-shi hakubutsukan), Fukuoka, Präfektur Fukuoka.                                      | Quadratisches Goldsiegel · Abdruck des Goldsiegeles mit roter Tusche. · Quadratisches Goldsiegel           |
| Kupfertafeln mit Sutras (銅板法華経, Dōban hokekyō) und Behälter aus Kupfer (銅筥, Dōbako) | 33 Kupfertafeln (21,2 cm × 18,2 cm × 0,3 cm) mit eingravierten Sutras und ein Kupfer Behälter (Höhe: 22,5 cm, 21,4 cm × 18,3 cm) graviert mit Bildnissen Buddhas auf allen vier Seiten und an den Ecken mit Gold überzogen | Heian-Zeit, 24. September 1142 (Tafeln) und 21. Oktober 1142 (Behälter) laut Inschrift | Berg Kubote, Buzen, Präfektur Fukuoka | Historisches Museum Kubote (求菩提資料館, Kubote shiryōkan), Buzen, Präfektur Fukuoka                                     | |
| Artefakte aus dem Schrein Okitsumiya des Munakata Großschreins (福岡県宗像大社沖津宮祭祀遺 跡出土品,Fukuoka-ken munakata-taisha okitsumiya saishi iseki shutsudohin) und 伝福岡県宗像大社沖津宮祭 祀遺跡出土品                                           | Zu der riesigen Anzahl von Artefakten gehören auch ein vergoldeter Webstuhl (金銅高機, kinsei takabata), Bronzespiegel, Armreife, Perlen, Gefäß aus Haji-Keramik, ein Gefäßständer aus Sue-Keramik, ein bronzenes Räuchergefäß, tropfenförmige Juwelen Magatama, goldene Ringe, eine bronzene Miniatur einer fünfsaitigen Zither etc. | Kofun-Zeit–Heian-Zeit; der goldene Webstuhl entstand in der Asuka-Zeit, 6. bis 7. Jh.; der Bronzene Webstuhl, ein Topf, ein Gefäßständer und eine Miniaturzither entstammen der Nara-Zeit, 8. Jh. | Okinoshima, Munakata, Präfektur Fukuoka | Munakata-Großschrein, Munakata, Präfektur Fukuoka                                                                         | |
| Artefakte aus dem rechteckigen Grabbezirk der Hirabaru-Grabanlage (福岡県平原方形周溝墓出土品, Fukuoka-ken Hirabaru hōkei shūkōbo shutsudohin) | 40 Bronzespiegel, ein Eisenschwert mit ringförmigem Knauf, ca. 1500 Perlen unterschiedlicher Form und Farbe. Zudem die größten bis dato gefundenen Bronzespiegel mit einem Durchmesser von bis zu 46,5 cm. | Yayoi-Zeit–Kofun-Zeit | Fundstätte Hirabaru (平原遺跡, Hirabaru iseki), Maebaru, Präfektur Fukuoka; ausgegraben 1965                                                 | Historisches Museum Itokoku, Itoshima, Präfektur Fukuoka                                                                  | Hirabaru Fundstätte, Grab Nr. 1                                                                            |